# 南アフリカ海軍艦艇一覧
南アフリカ海軍艦艇一覧は、南アフリカ共和国海軍が過去保有した、または現在保有する、または将来保有する予定の、未完成・計画中止を含めた歴代艦艇一覧である。
凡例

## 現有勢力（2011年現在）
- 国防予算：43億5,000万ドル（+6億7,000万ドル）
- 海軍人員：4,728名
- 艦船隻数：19隻

潜水艦×3
フリゲート×4
高速艇×3
哨戒艇×3
掃海艇×3
測量/調査艦×2
補給艦×1
- 航空機数：17機強

艦載ヘリコプター×12
陸上固定翼機×5
陸上ヘリコプター×若干

## 艦艇一覧（近代海軍）

### 水上戦闘艦

#### フリゲート
- プレジデント級フリゲート - 3隻
- ヴァラー級フリゲート - 4隻

#### スループ
- Verbena - 1隻

### 潜水艦
- ダフネ級潜水艦 - 3隻
- 209型潜水艦 - 2隻（1隻発注済み）

### 哨戒艦艇

#### 哨戒・警備艦艇
トローラー
- Immortelle[2] - 1隻 ※ Minesweeping Trawler
- Sonnoblnn[3] - 1隻 ※ Minesweeping Trawler
- General Botha[4] - 1隻

### 補助艦艇

#### 補給艦艇
- ターフェルバーグ (A243)
- ドラケンスバーグ (A301)
- オーテニカ (A302)（英語版）

#### 支援艦艇
母艦
- Afrikander[5] - 1隻

#### その他
測量艦・調査船
- Churchill - 1隻
- Protea[6] - 1隻

外洋曳船
- Sir David Hunter - 1隻
- T. S. McEwen - 1隻

曳船
- Sir John - 1隻